# Rudolf Raftl
Rudolf Raftl (Viena,7 de fevereiro de 1911 - 5 de setembro de 1994) foi um jogador de futebol austríaco que jogava na posição de goleiro.
Raftl começou sua carreira profissional no Hertha Wien em 1928. Na temporada seguinte, se transferiu para o Rapid Wien. No Rapid, ele jogou um total de 174 partidas pelo Campeonato Austríaco. Em 1934 e 1938 foi campeão com a equipe. Também foi campeão do Campeonato Alemão e da Copa da Alemanha com o Rapid Wien, após a anexação da Áustria ao Terceiro Reich. Após o final da Segunda Guerra Mundial, Raftl foi para o First Vienna FC, onde ficou até 1948. Raftl jogou 6 partidas pela Seleção Austríaca de Futebol, e mais outras 6 partidas pela Seleção Alemã de Futebol após 1938. Chegou a participar das Copas do Mundo FIFA de 1934 e 1938 por Áustria e Alemanha,respectivamente.